# Agadirichnidae
Famille
Genre
Espèce
Agadirichnidae est une famille fossile d'ichnotaxons attribué aux ptérosaures. Cette famille est monotypique avec un seul genre Agadirichnus et une seule espèce Agadirichnus elegans.

## Historique
La famille Agadirichnidae est décrite en 2018 par les paléontologues Masrour et al.,.
Le genre Pteraichnus et l'espèce Pteraichnus elegans sont décrits en 1954 par les paléontologues Ambroggi & Lapparent,.

## Fossiles
Selon Paleobiology Database en 2025, cette famille des Agadirichnidae a une seule collection référencée de fossiles. Ces collections de fossiles sont du Maastrichtien du Crétacé supérieur, c'est-à-dire datent de 72,2-66 Ma avant notre ère .

## Description
En 2025, cette famille des Pteroichnidae a un seul genre référencé.

## Liste des genres et espèces
Selon Paleobiology Database en 2025, cette famille des Pteraichnidae a un seul genre :
- †Agadirichnus Ambroggi & Lapparent, 1954 avec une seule espèce Agadirichnus elegans Ambroggi & Lapparent, 1954[2]

### Publications originales
- [2018] (en) M. Masrour, M. de Ducia, J.-P. Billon-Bruyat and J.-M. Mazin, « Rediscovery of the Tagragra tracksite (Maastrichtian, Agadir, Morocco): Agadirichnus elegans Ambroggi and Lapparent 1954 is pterosaurian ichnotaxon. », Ichnos, vol. 25, no 4,‎ 2018, p. 285-294 (DOI 10.1080/10420940.2017.1386661).
- [1954] R. Ambroggi and A. F. d. Lapparent, « Les empreintes de pas fossiles du Maestrichtien d'Agadir [The fossil footprints from the Maastrichtian of Agadir]. », Notes et Mémoires du Service Géologique du Maroc, vol. 124,‎ 1954, p. 44-57.